# 比爾德峰
86°40′S 145°25′W / 86.667°S 145.417°W
比爾德峰（英語：Beard Peak）是南極洲的山峰，位於瑪麗伯德地，處於穆尼山以南7公里，屬於拉戈斯山脈的一部分，海拔度2,360米，美國地質調查局根據測量和該國海軍的空中照片繪入地圖，現時由南極條約體系管理。